# Kunstrijden op de Olympische Winterspelen 2018 - Vrouwen
Het kunstrijden voor vrouwen tijdens de Olympische Winterspelen 2018 vond plaats op 21 en 23 februari 2018 in de Gangneung Ice Arena in Pyeongchang, Zuid-Korea. Regerend olympisch kampioene is de Russische Adelina Sotnikova.
De strijd om de olympische titel ging tussen de Russinnen Alina Zagitova en Jevgenia Medvedeva. Beiden hadden evenveel punten in de vrije kür, maar Zagitova had beter gescoord in de korte kür en won daarmee. De zilveren medaille ging dus naar de meervoudig wereldkampioene Medvedeva. Kaetlyn Osmond uit Canada veroverde de bronzen medaille.

## Tijdschema
| Datum       | Lokale tijd | MET   | Kür       |
| ----------- | ----------- | ----- | --------- |
| 21 februari | 10:00       | 02:00 | Korte kür |
| 23 februari | 10:00       | 02:00 | Vrije kür |

## Uitslag
| #                      | Olympiër                | NOC | Punten | Korte kür  | Vrije kür   |
| ---------------------- | ----------------------- | --- | ------ | ---------- | ----------- |
| Goud                   | Alina Zagitova          | OAR | 239.57 | 82.92 (1)  | 156.65 (2)  |
| Zilver                 | Jevgenia Medvedeva      | OAR | 238.26 | 81.61 (2)  | 156.65 (1)  |
| Brons                  | Kaetlyn Osmond          | CAN | 231.02 | 78.87 (3)  | 152.15 (3)  |
| 4                      | Satoko Miyahara         | JPN | 222.38 | 75.94 (4)  | 146.44 (4)  |
| 5                      | Carolina Kostner        | ITA | 212.44 | 73.15 (6)  | 139.29 (5)  |
| 6                      | Kaori Sakamoto          | JPN | 209.71 | 73.18 (5)  | 136.53 (6)  |
| 7                      | Choi Da-bin             | KOR | 199.26 | 67.77 (8)  | 131.49 (8)  |
| 8                      | Maria Sotskova          | OAR | 198.10 | 63.86 (12) | 134.24 (7)  |
| 9                      | Bradie Tennell          | USA | 192.35 | 64.01 (11) | 128.34 (9)  |
| 10                     | Mirai Nagasu            | USA | 186.54 | 66.93 (9)  | 119.61 (12) |
| 11                     | Karen Chen              | USA | 185.65 | 65.90 (10) | 119.75 (11) |
| 12                     | Jelizabet Toersynbajeva | KAZ | 177.12 | 58.82 (15) | 118.30 (13) |
| 13                     | Kim Ha-nul              | KOR | 175.71 | 54.33 (21) | 121.38 (10) |
| 14                     | Nicole Rajičová         | SVK | 175.19 | 60.59 (13) | 114.60 (15) |
| 15                     | Gabrielle Daleman       | CAN | 172.46 | 68.90 (7)  | 103.56 (19) |
| 16                     | Loena Hendrickx         | BEL | 171.88 | 55.16 (20) | 116.72 (14) |
| 17                     | Kailani Craine          | AUS | 168.61 | 56.77 (16) | 111.84 (16) |
| 18                     | Nicole Schott           | GER | 168.46 | 59.20 (14) | 109.26 (17) |
| 19                     | Maé-Bérénice Méité      | FRA | 159.92 | 53.67 (22) | 106.25 (18) |
| 20                     | Emmi Peltonen           | FIN | 157.14 | 55.28 (18) | 101.86 (21) |
| 21                     | Alexia Paganini         | SUI | 156.26 | 55.26 (19) | 101.00 (22) |
| 22                     | Li Xiangning            | CHN | 154.43 | 52.46 (24) | 101.97 (20) |
| 23                     | Ivett Tóth              | HUN | 150.43 | 53.22 (23) | 097.21 (23) |
| 24                     | Isadora Williams        | BRA | 144.18 | 55.74 (17) | 088.44 (24) |
| Vrije kür niet bereikt |                         |     |        |            |             |
| 25                     | Larkyn Austman          | CAN |        | 51.42 (25) |             |
| 26                     | Diāna Ņikitina          | LAT |        | 51.12 (26) |             |
| 27                     | Giada Russo             | ITA |        | 50.88 (27) |             |
| 28                     | Anita Östlund           | SWE |        | 49.14 (28) |             |
| 29                     | Anna Chnytsjenkova      | UKR |        | 47.59 (29) |             |
| 30                     | Aiza Mambekova          | KAZ |        | 44.40 (30) |             |